# 丘留莫夫-格拉西缅科彗星
丘留莫夫－格拉西缅科彗星，官方命名为67P/丘留莫夫－格拉西缅科，是一颗轨道周期为6.45年，自轉週期為12.4小時的彗星。它于2015年8月13日到达近日点。與所有彗星一樣，它的名字取自發現者。此彗星為在1969年由蘇聯天文學家克利姆·楚留莫夫與斯維特拉娜·格拉希門克發現。
它是欧洲空间局于2004年3月2日发射的罗塞塔号探测器的目标天体。2014年8月6日，罗塞塔号探测器与彗星太空會合，並在同年9月10日進入預定軌道，接著的11月12日，其携带的菲萊登陸器成功在彗星上着陆。这是有史以来第一次有人造探测器在彗核上受控軟着陆。

## 发现
67P是由克利姆·楚留莫夫于1969在基輔大學天文台发现的。他在查看斯維特拉娜·格拉希門克於1969年9月11在阿拉木圖天體物理研究所拍摄的周期彗星32P/科马斯·索拉彗星的照片时，发现在底片边缘处有一个类似彗星的天体，但是最初他认为这就是拍摄的32P彗星。
回到母校之后，丘留莫夫又仔细检查了所有的照片。10月22日，他发现那个天体偏离了预期位置达1.8度，所以不可能是科马斯·索拉彗星。再仔细观察后，在照片上发现了一个暗淡的32P彗星的影像，因此丘留莫夫断定这是一个新发现的彗星。

## 「羅塞塔」任務
探测丘留莫夫－格拉西缅科彗星為罗塞塔号的任務，此計劃在2004年公布，並在2014成功登陸彗星，是有史以來第一次有人造探测器降落在彗核上。

### 前期

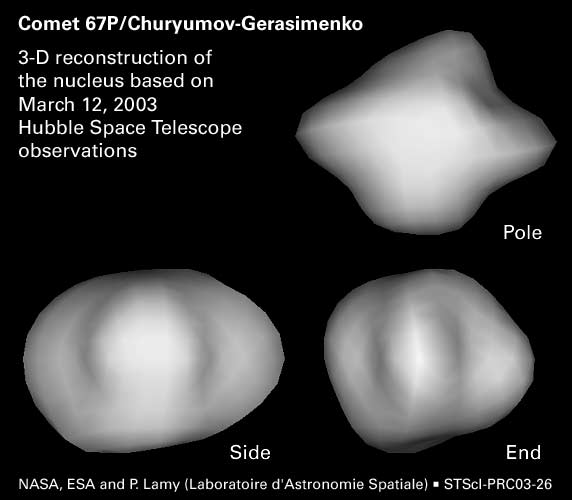
根据哈勃望远镜的观测制作的丘留莫夫－格拉西缅科彗星的3D图示。

为了给罗塞塔任务提供数据，哈伯太空望远镜在2003年3月12日对丘留莫夫－格拉西缅科彗星进行了拍摄。
2014年6月6日，丘留莫夫－格拉西缅科彗星被檢測到以大約1 L/s（0.26 USgal/s）的速度釋放出水蒸氣，當時彗星距罗塞塔号360,000 km（220,000 mi），而太陽方面則距3.9 AU（580,000,000 km）。在2014年7月14日，羅塞塔號拍攝到其彗核為不規則的形狀，且形狀上有兩個不同的部分。一種解釋是，它是由密接小行星之間的碰撞而形成。但亦存在其它的形成情況，例如它可能為被其他星體的重力影響所致，又或是彗星表面曾經擁有大量的冰，但已經全數昇華而留下的非對稱形狀。估計核的大小應有3.5×4 km（2.2×2.5 mi）。

### 會合與進入軌道

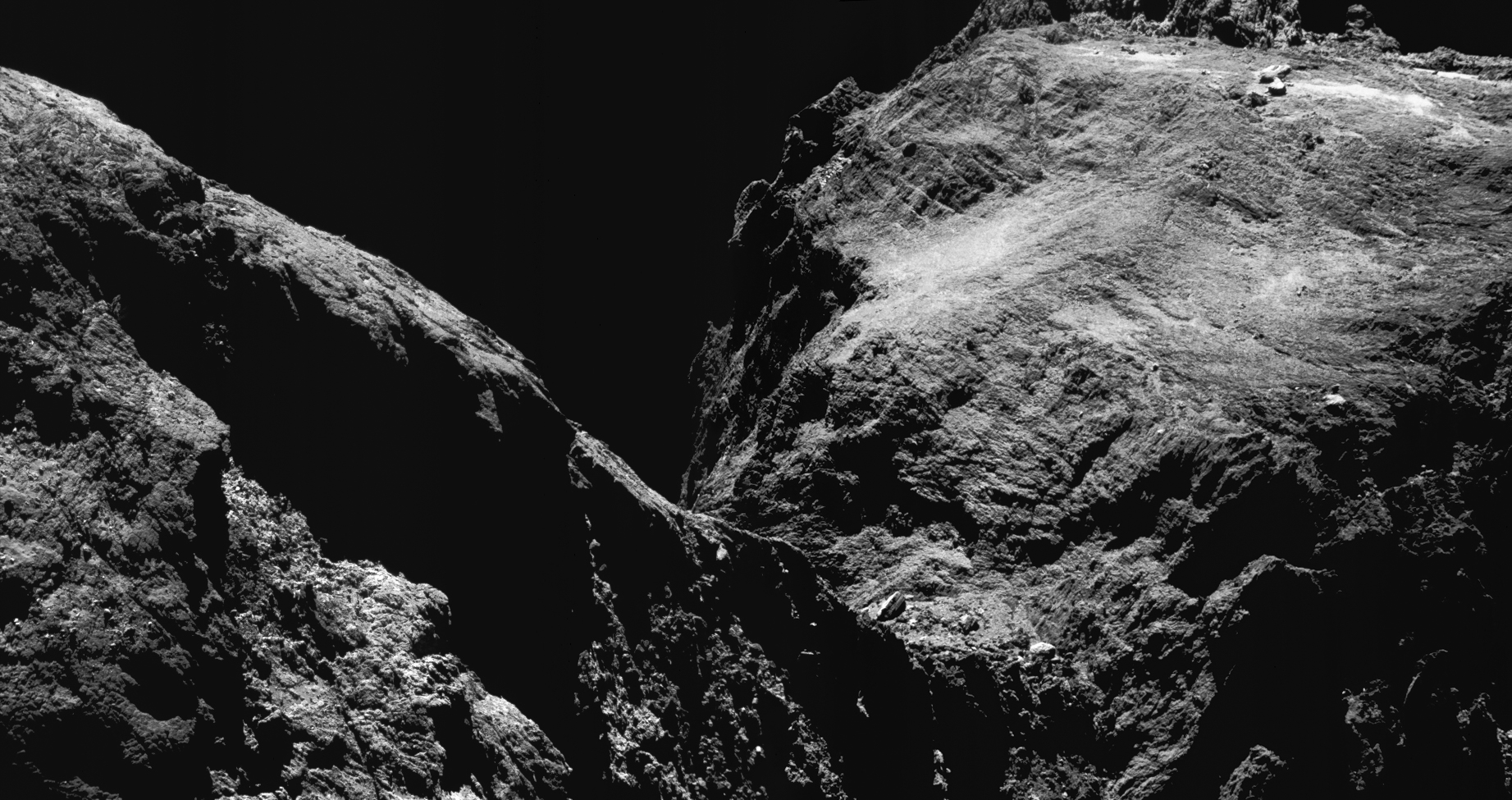
楚留莫夫－格拉希門克彗星近觀，由羅賽塔號攝於2016年5月15日

2014年5月，羅塞塔號使用推進器，将自身的速度由780 m/s（2,800 km/h；1,700 mph）開始逐渐減少，這是為了通過減小羅塞塔號的相對速度至1 m/s（4 km/h；2 mph），以為同年8月6日進入彗星的預定軌道作準備。9月10日，羅塞塔號進入預定軌道，並離彗核只有30 km（19 mi）。

### 著陸
2014年11月12日，羅塞塔號運載的菲萊登陸器登陸丘留莫夫－格拉西缅科彗星。菲萊登陸器為重約100（220磅）的空間探測器，在羅塞塔號降落後即會用起落架把其放下。登陸器的名字則為取自阿祖奇亞島上的菲萊神廟，該島嶼在阿斯旺水壩的興建中部分淹沒，而菲萊神廟也被逼拆遷。另外，丘留莫夫－格拉西缅科彗星的表面的重力只有10^-3 m/s2，為地球的約萬分之一。
由於彗星上的重力太小，「菲萊」很容易便會因反彈而墜機，因此必須考慮一些技術因素，以保持登陸器的平穩。所以登陸器的起落架便根據機構學來設計，以便應對丘留莫夫－格拉西缅科彗星表面较小的重力。另外考慮的也包括魚叉、推進器、用作旋緊彗星表面上的冰的著陸臂和以防止在登陸器在彗星表面附近自轉的飛輪。儘管如此，登陸器在第三次着陸才會穩定在彗星表面的安全位置（本來計劃是一次降落成功的）。

## 轨道历史
一般情况下彗星在接近木星或土星时都会改变其轨道。1959年以前，丘留莫夫－格拉西缅科彗星的近日点距离为2.7 AU（400,000,000 km）。1959年2月，它与木星近距離接觸，导致它的近日点向内移动了大约1.3 AU（190,000,000 km），并进入了现在的轨道。
在2009年的近日点后，观察家发现它的自转周期已经从12.76小时减少至12.4小时。据信这一变化是因为升华引起的扭矩而导致。

## 2015年的近日點
截至2014年8月，丘留莫夫－格拉西缅科彗星的彗核會有大約20視星等。並在接下來的2015年8月13日過近日點（最接近太陽）。從2014年12月至2015年9月，它將有一個小於45度的距角。在2015年2月10日，丘留莫夫－格拉西缅科彗星會出現於離太陽5度的位置，並在地球觀察的時候出現彼此非常靠近的現象。在近日點之後，它可能只亮約11視星等。

## 畫廊

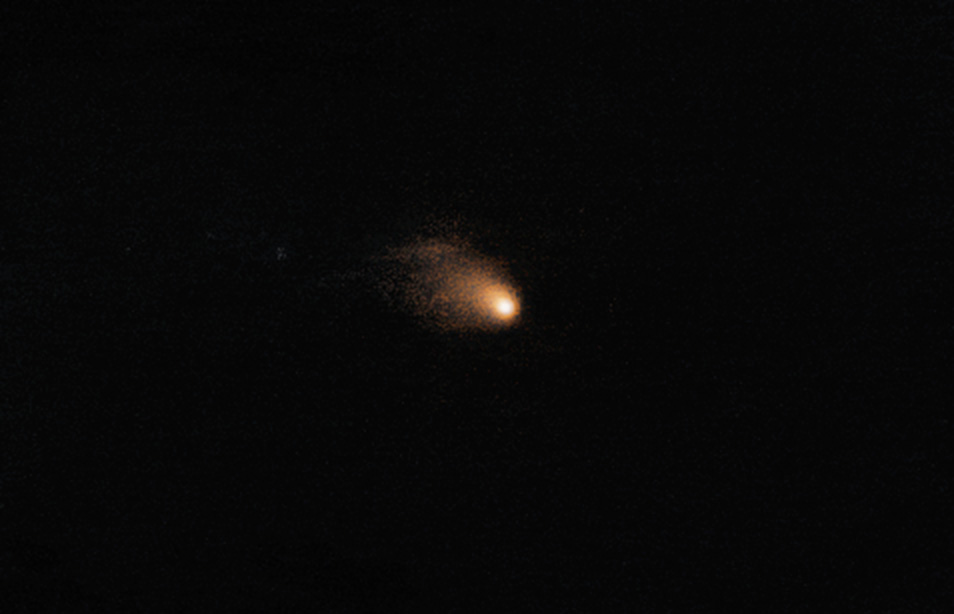
由甚大望遠鏡拍攝的影像，攝於2014年8月11日。
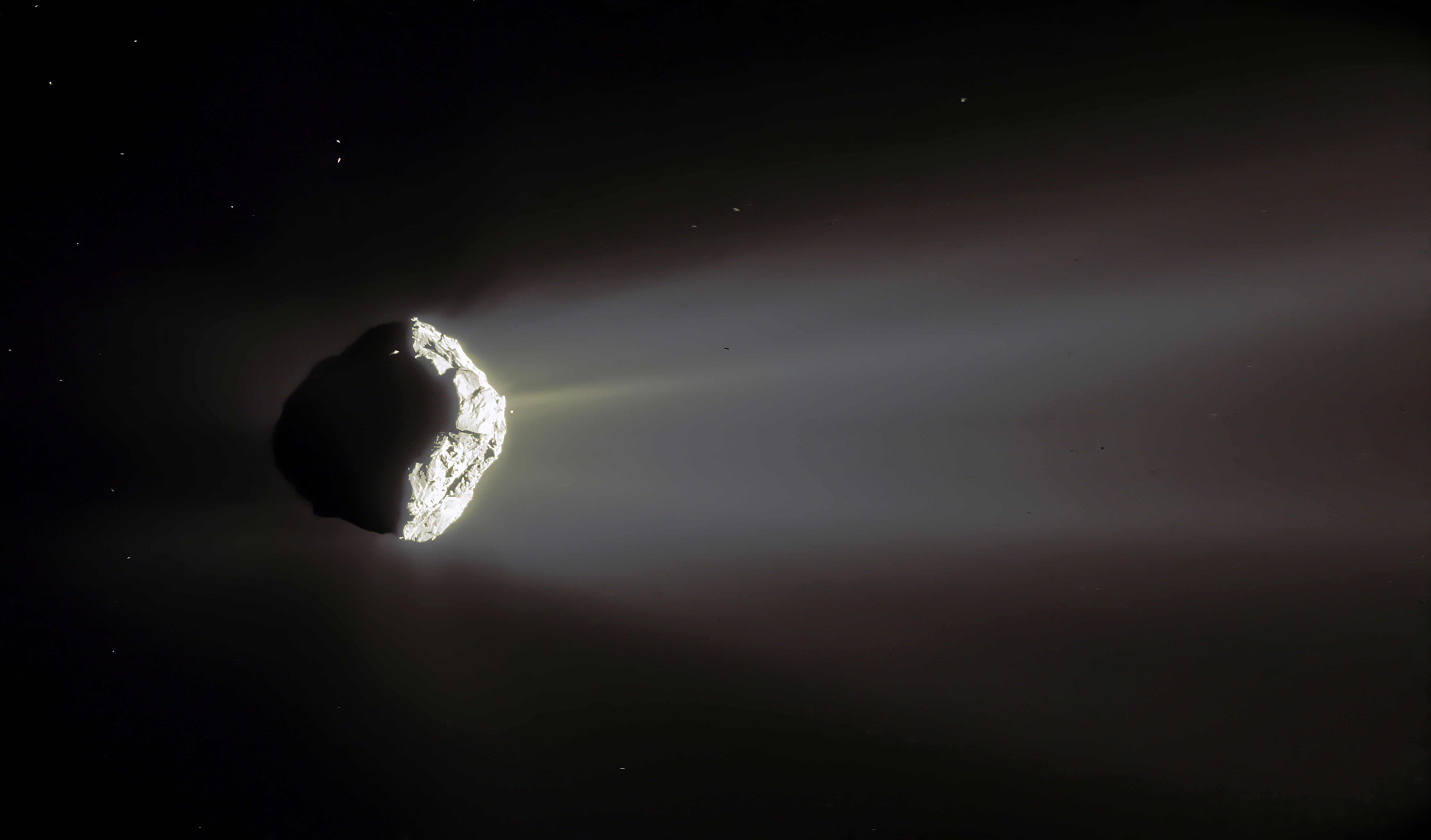
由羅塞塔號拍攝的假色影像，攝於2015年4月15日。
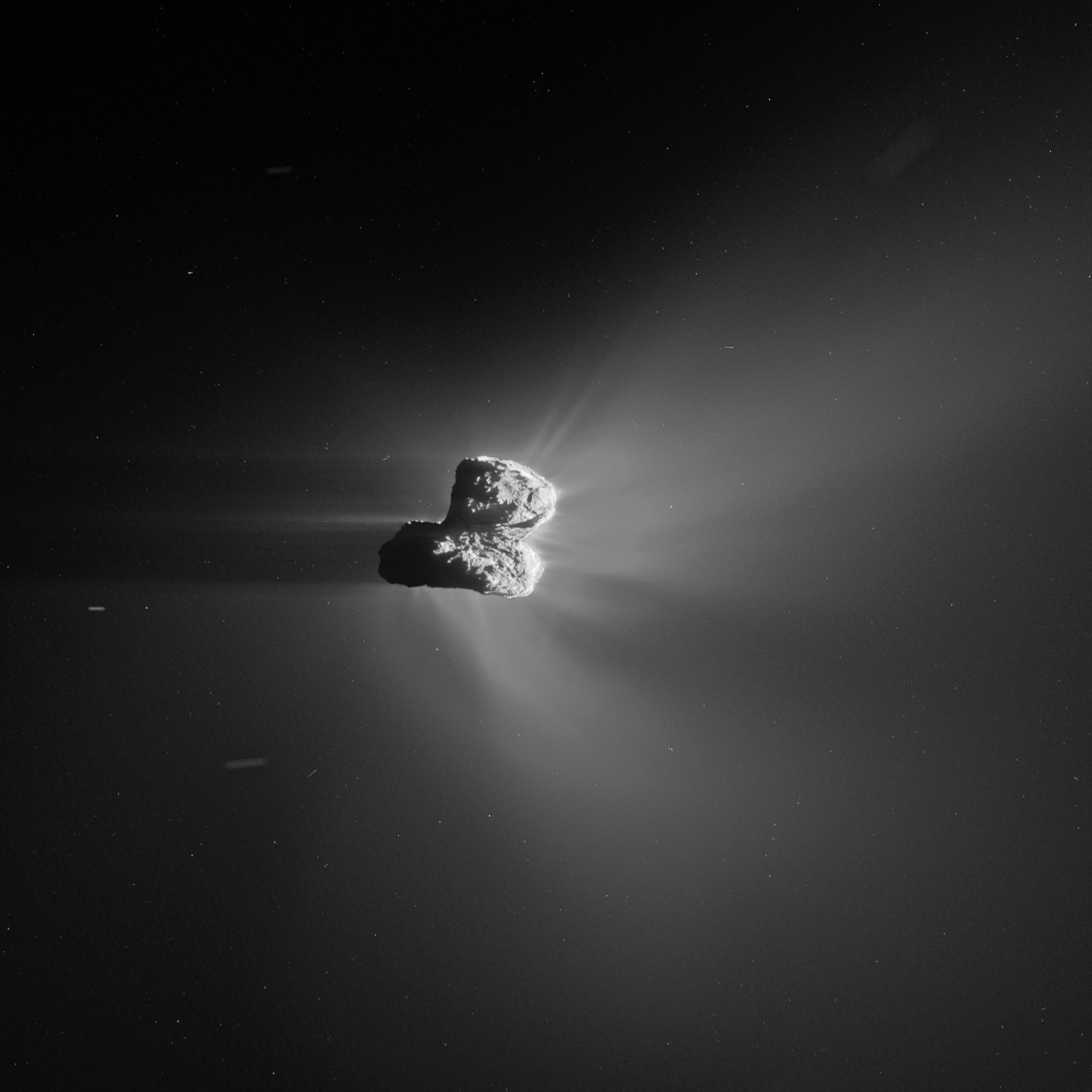
羅塞塔號於2015年4月11日拍攝的彗核與噴流。
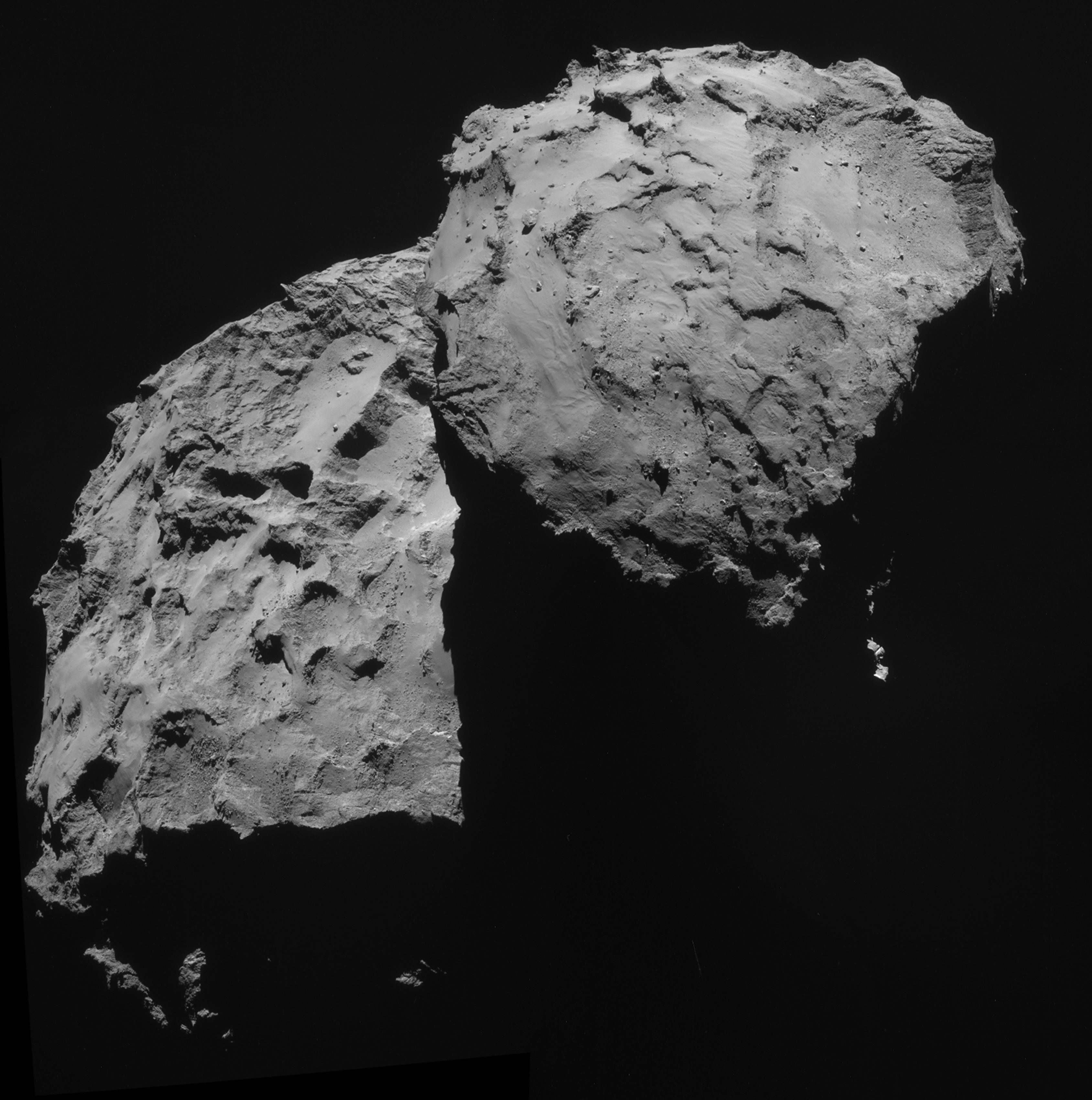
羅塞塔號於2014年9月14日拍攝。
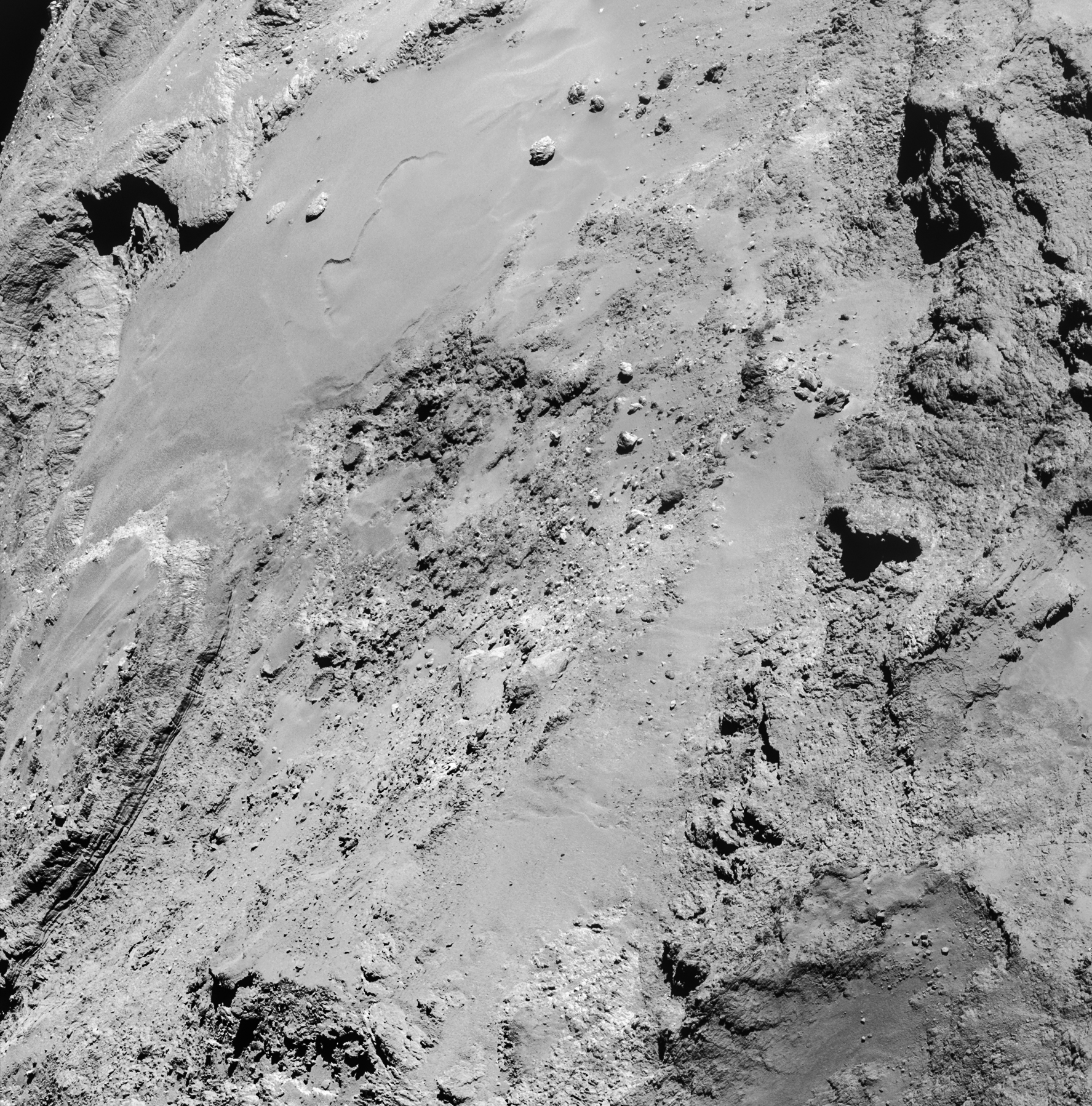
2015年2月14日由羅塞塔號拍攝的影像。
彗星周圍的塵埃與宇宙射線，由羅賽塔號於2016年6月1日拍攝。

## 延伸閱讀
- 阿加瓦爾, 潔西卡;  et al. . 伊卡洛斯. June 2010, 207 (2): 992–1012. Bibcode:2010Icar..207..992A. arXiv:1001.3775 . doi:10.1016/j.icarus.2010.01.003.